# دیل سیتی (اکلاهما)
دیل سیتی(به انگلیسی: Dill City) شهری در ایالت اکلاهما کشور ایالات متحده آمریکا است که جمعیت آن در سرشماری سال ۲۰۱۰ میلادی، ۵۶۲ نفر بوده‌است.